# جاك بيلي (محافظ على الطبيعة)
جاك بيلي (بالإنجليزية: Jack Beale)‏ هو محافظ على الطبيعة أسترالي، ولد في 17 يوليو 1917، وتوفي في 7 يونيو 2006.